# Переулок Спорта
Переу́лок Спо́рта  (прежние названия: Мелько́вская Берегова́я, Мельковская на́бережная) — исчезнувший переулок (в прошлом улица) бывшей Мельковской слободы Екатеринбурга. Трассировка улицы проходила с запада на восток на протяжении около 400 м вдоль правого берега реки Мельковки и параллельно улицам Дзержинского и Физкультурников. Улица начиналась от набережной Городского пруда и заканчивалась у современной улицы Свердлова (жилой район «Центральный» Железнодорожного административного района). Мельковская береговая улица была одной из старейших улиц Екатеринбурга и Мельковской слободы.

## История

### XVIII—XIX века
Мельковская Береговая улица возникла в процессе развития Мельковской слободы в первой половине XVIII века на участке впадения реки Мельковки в пруд Екатеринбургского завода, более известный сейчас как Городской пруд. Улица была двухсторонней, левая сторона спускалась огородами к реке.
Согласно результатам общегородской переписи 1887 года на улице находилось 20 усадеб, жители которых принадлежали в основном к мещанскому сословию. Среди наиболее состоятельных владельцев усадеб, имевших двухэтажные деревянные дома были: владелец кузницы К. И. Чехомов, хозяин шести легковых извозчиков И. П. Котюхин, камнерез С. В. Семёнов, плотник П. М. Пименов, наследница урядника М. Г. Гуляева, «крестьянка Шарташской волости» А. А. Баклаева. В более скромных одноэтажных домах жили: сапожник А. М. Морозов, портной И. Ф. Кушпелёв, телеграфисты К. А. Маев и С. О. Осколков, молочница А. Д. Соколова, торговка галантерейной мелочью Е. П. Тарасова, прачка Е. А. Русинова и другие.

### XX век
В начале XX века улица, хотя и сохранила в целом свою структуру в расположении усадеб, но хозяева большинства домовладений сменились. Отдельные домовладельцы являлись известными горожанами: усадьба Чехомова перешла к мастеру-камнерезу Я. К. Хомутову и стала девятым по счёту городским домовладением последнего.
В советское время улица первоначально обозначалась на городских планах как Мельковская набережная, а начиная с 1930-х годов, после того как на стрелке Городского пруда возвели спортивный комплекс-стадион «Динамо», улица стала именоваться переулком Спорта.
Как самостоятельная единица городской структуры переулок существовал вплоть до середины 1960-х годов, до тех пор пока обмелевшая после спуска Мельковского пруда река Мельковка не была заключена в трубу, а прилегающая к ней территория не реконструирована. Вся застройка по улице была снесена, а на её месте в 1967 году был построен кино-концертный театр «Космос» и разбит прилегающий к нему сквер.